# الأئمة الأربعة
الأئمة الأربعة، أئمة المذاهب الأربعة هم علماء الدين الذي يجمع على إمامتهم كل المسلمين من أهل السنة بجميع توجهاتهم، وهؤلاء الأئمة متفقون على كل الأصول الفقهية، واختلفوا في بعض الفروع، والمسائل الفرعية التي اختلفوا فيها هي التي كوّنت نشأة المذاهب الفقهية الأربعة، وهؤلاء الأئمة بحسب ظهورهم بالترتيب هم:
- الإمام أبو حنيفة النعمان، (80- 150هـ / 699- 767م)، ومذهبه الحنفي، تأسس المذهب في العراق بغداد.[2][3]
- الإمام مالك بن أنس، (93- 179هـ / 715- 796م)، ومذهبه المالكي، تأسس المذهب في الحِجاز المدينة المنوَّرة.[4][5]
- الإمام محمد بن إدريس الشافعي، (150- 204هـ / 766- 820م)، ومذهبه الشافعي، تأسس المذهب في بغداد، ثم زاد فيه في مصر.[6]
- الإمام أحمد بن حنبل، (164ـ 241هـ / 780- 855م)، ومذهبه الحنبلي، تأسس المذهب في بغداد.[7][8]

### العَلاقات فيما بينهم
- الإمام أبو حنيفة النعمان: هو أول الأئمة الأربعة، وهو التابعي الوحيد بينهم، لقي عدداً من صحابة رسول الله، والتقى مالكًا في المدينة المنورة.

- الإمام مالك بن أنس: التقى أبا حنيفة في المدينة المنوَّرة، وكان شيخاً للإمام الشافعي.
- الإمام محمد بن إدريس الشافعي: كان تلميذًا للإمام مالك، وشيخًا للإمام أحمد.[9]
- الإمام أحمد بن حنبل: كان تلميذًا للإمام الشافعي.